# Бретценгайм
Бретценгайм (нім. Bretzenheim) — громада в Німеччині, розташована в землі Рейнланд-Пфальц. Входить до складу району Бад-Кройцнах. Складова частина об'єднання громад Лангенлонсгайм.
Площа — 5,81 км2. Населення становить 2562 ос. (станом на 31 грудня 2020).